# Beatrice Negretti
Beatrice Negretti (Como, 16 novembre 1999) è una pallavolista italiana, libero della LOVB Atlanta.

## Carriera

### Club
La carriera di Beatrice Negretti inizia nella stagione 2015-16 nel Busto Arsizio, club a cui resta legata per tre annate, partecipando al campionato di Serie B1 nella prima annata, a quello di Serie B2 nella successiva, per poi entrare stabilmente in prima squadra, dove talvolta aveva già ricevuto qualche convocazione nelle due stagioni precedenti, a partire dal campionato 2017-18, in Serie A1.
Nella stagione 2018-19 viene ingaggiata dal Group Roma, in Serie A2, per poi tornare alla UYBA nell'annata successiva, in Serie B2, ottenendo, anche in questo caso, delle convocazioni nella prima squadra, in Serie A1: tuttavia a stagione in corso viene ceduta all'Argentario, in Serie B1.
Per il campionato 2020-21 si accasa alla Pro Victoria, nella massima divisione italiana, con cui si aggiudica la Coppa CEV 2020-21. Dopo tre stagioni con la squadra monzese torna in Serie A2 dove difende i colori del Talmassons conquistando la promozione. Approda poi per la prima volta all'estero, quando si trasferisce negli Stati Uniti per disputare la prima edizione della League One Volleyball con la LOVB Atlanta.

### Nazionale
Nel 2015 viene convocata nella nazionale italiana under 18, conquistando il bronzo al XIII Festival olimpico estivo della gioventù europea, mentre nel 2016 è sia nella nazionale under 19 che in quella under 23.

## Palmarès

### Club
- Coppa CEV:

2020-21
- Coppa Italia di Sand Volley 4x4:

2022
- Scudetto Sand Volley 4x4:

2022

### Nazionale (competizioni minori)
- Festival olimpico estivo della gioventù europea 2015